# Kutschensammlung Heinz Scheidel
Die Kutschensammlung Heinz Scheidel ist eine private, nicht für die Öffentlichkeit zugängliche Sammlung im Mannheimer Ortsteil Neckarau. Sie wurde von dem Bauunternehmer Heinz Scheidel zusammengetragen und wird als „die größte private Kutschensammlung Europas“ bezeichnet.

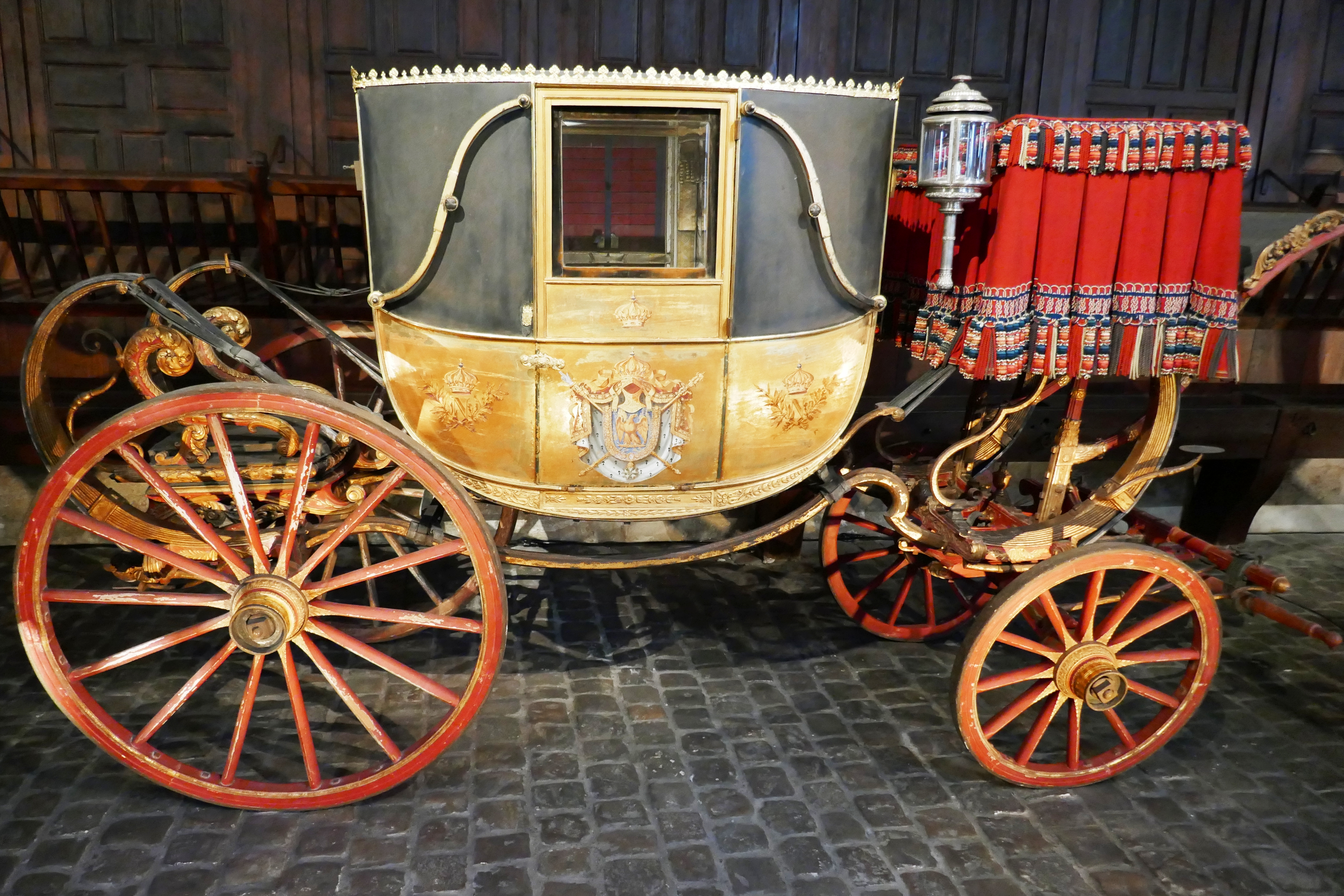
L'Améthyste Carriage (Prachtkarosse Gala Landauer in Versailles)

## Geschichte und Ausstellung
Auf gut 10.000 m² Fläche hat der Mannheimer Bauunternehmer (Diringer & Scheidel) und Ingenieur Heinz Scheidel in einem Backstein-Gebäude entlang der Angelstraße von der Galakutsche über Arbeitsgeräte, vom Kutschentaxi bis hin zu Schlitten zahlreiche Exemplare in den letzten Jahrzehnten gesammelt. Im Jahr 2017 wurde das Museum erweitert. Der 1947 geborene Sammler und Unternehmer Heinz Scheidel ist verheiratet, hat drei Töchter und wohnt im Mannheimer Stadtteil Niederfeld.
Heinz Scheidel ist seit 1961 Kutschenfahrer. Ende der 1960er Jahre begann er Kutschen zu sammeln. Die Sammlung wird auf etwa 560 Exponate geschätzt. Sie besteht aus pferdegezogener Kutschen, Schlitten, landwirtschaftliche Ackergeräte, Fuhrwerke, Luxuswagen, Pferdegeschirre, Kinderkutschen, Reitutensilien, Bücher und Dokumenten.
Die Objekte stammen aus Deutschland, aus verschiedenen europäischen Ländern sowie den Vereinigten Staaten und decken den Zeitraum vom 18. bis ins frühe 20. Jahrhundert ab. Den bedeutendsten Bestand macht die umfassende Sammlung von städtischen Luxus- und Sportwagen der Zeit um 1900 aus. Darunter befinden sich Kutschen aus Fürstenhäusern, z. B. ein spanischer Reisewagen aus dem Jahr 1730 (Typ Berline), ein Coupe aus Livorno (Italien), der Gala Landauer der englischen Königin Alexandra von Dänemark (um 1840), das Hansom Cab (Pferdetaxi in London) oder eine Berline aus dem Berliner Marstall und eine aus der Hofwagenfabrik Mengelbier. Des Weiteren gehören zur Sammlung die noch Anfang des 20. Jahrhunderts benutzten naturholzfarbenen Jagdwagen und Schlittengespanne mit Schellengeläute.

## Werkstatt und Restauration
Die Kutschen werden in der hauseigenen Werkstatt aufbereitet und originalgetreu restauriert.